# Dzyaloshinskii-Moriya Austausch

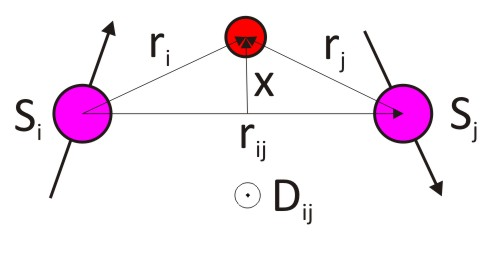
Bestimmung der Ausrichtung des DM-Vektors aus der lokalen Geometrie

In der Physik ist die Dzyaloshinskii-Moriya (DM) Austauschwechselwirkung, oder antisymmetrische Austauschwechselwirkung ein Mechanismus, der zum magnetischen Gesamtaustausch zwischen zwei räumlich benachbarten Spins, {\displaystyle \mathbf {S} _{i}} und {\displaystyle \mathbf {S} _{j}}, führt. Dies kann quantitativ als Beitrag zu Gesamtenergie als Term im Hamiltonoperator des Systems geschrieben werden:
{\displaystyle H_{i,j}^{\rm {(DM)}}=\mathbf {D} _{ij}\cdot (\mathbf {S} _{i}\times \mathbf {S} _{j})}.
{\displaystyle \mathbf {D} _{ij}} ist hierbei der sogenannte DM-Vektor, welcher die Kristallstruktur beschreibt und in bestimmten Symmetrien verschwindet (siehe unten). In magnetisch geordneten Systemen bevorzugt die Wechselwirkung eine Verkippung der Spins aus ihrer sonst parallelen oder antiparallelen Anordnung. In ansonsten antiferromagnetischen Systemen wird so ein schwacher Ferromagnetismus hervorgerufen. Die DM-Wechselwirkung ist essentiell für die Entstehung von magnetischen Skyrmionen und erklärt magnetoelektrische Effekte in Multiferroika.

## Geschichte

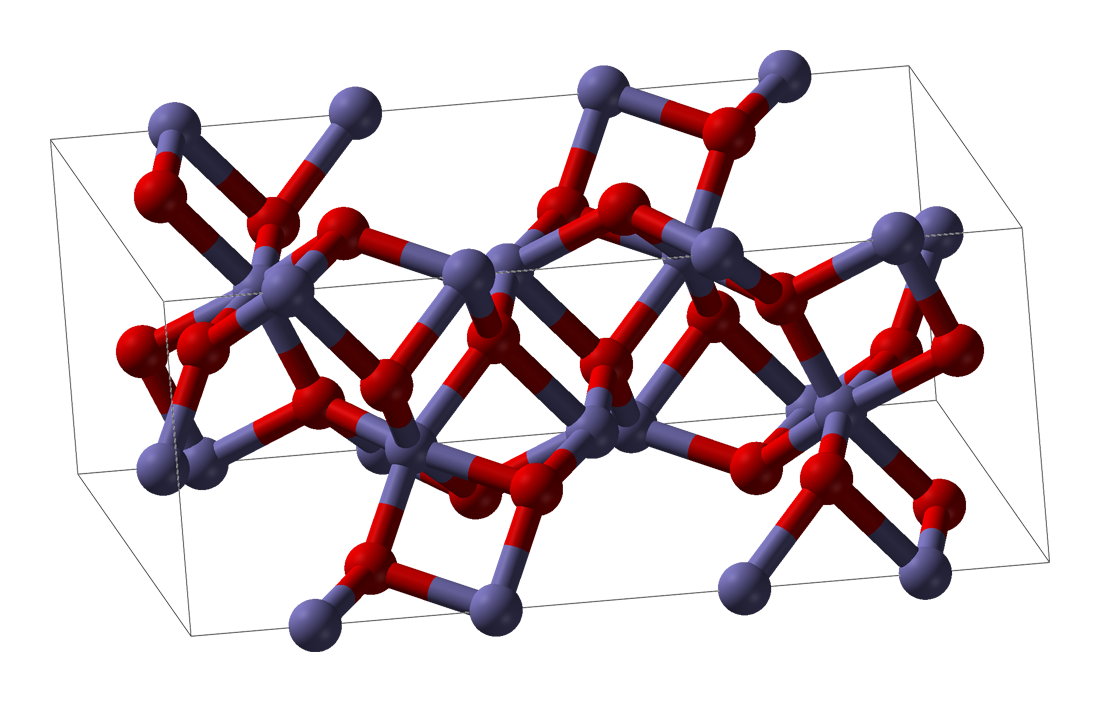
α-Fe_{2}O_{3} abgebildet als Hämatit, Hauptquelle für Eisen in der industriellen Stahlproduktion

Die Entdeckung der antisymmetrischen Austauschs liegt im frühen 20. Jahrhundert aus der kontroversen Beobachtung des schwachen Ferromagnetismus im ansonsten antiferromagnetischen α-Fe2O3. Igor Dzyaloshinskii lieferte 1958 mithilfe der Landauschen Theorie für Phasenübergänge Argumente dafür, dass die Wechselwirkung durch relativistische Spin-Gitter- und Dipolwechselwirkungen hervorgerufen wird. Tōru Moriya identifizierte 1960 die Spin-Bahn-Kopplung als mikroskopischen Mechanismus für den antisymmetrischen Austausch. Moriya bezeichnete dieses Phänomen als „antisymmetrischen Anteil des anisotropen Superaustauschs“. Die vereinfachte Benennung des Phänomens erfolgte 1962 durch D. Treves und S. Alexander, Angestellte der Bell Telephone Laboratories, die dies vereinfacht als antisymmetrischen Austausch bezeichneten.

## Herleitung
Die funktionale Form der DM-Wechselwirkung, deren Hamiltonian, kann in Andersons Superaustausch-Formalismus als Störung 2. Ordnung der Spin-Bahn-Wechselwirkung {\displaystyle {\hat {\mathbf {L} }}\cdot {\hat {\mathbf {S} }}} zwischen zwei Ionen {\displaystyle i,j} hergeleitet werden. Hierbei sind {\displaystyle {\hat {\mathbf {L} }}_{i}} und {\displaystyle {\hat {\mathbf {S} }}_{i}} dreidimensionale Vektoren der quantenmechanischen Bahndrehimpuls- und Spinoperatoren. Die Energie eines Zustands {\displaystyle n} (über dem Grundzustand) ist dann
{\displaystyle {\begin{aligned}\delta E=\sum _{m}&{\Biggl [}{\frac {\langle n|\lambda {\hat {\mathbf {L} }}_{i}\cdot {\hat {\mathbf {S} }}_{i}|m\rangle 2J(mn'nn'){\hat {\mathbf {S} }}_{i}\cdot {\hat {\mathbf {S} }}_{j}}{E_{n}-E_{m}}}\\&+{\frac {2J(nn'mn'){\hat {\mathbf {S} }}_{i}\cdot {\hat {\mathbf {S} }}_{j}\langle m|\lambda {\hat {\mathbf {L} }}_{i}\cdot {\hat {\mathbf {S} }}_{i}|n\rangle }{E_{n}-E_{m}}}{\Biggr ]}\\+\sum _{m'}&{\Biggl [}{\frac {\langle m'|\lambda {\hat {\mathbf {L} }}_{j}\cdot {\hat {\mathbf {S} }}_{j}|m\rangle 2J(m'nn'n){\hat {\mathbf {S} }}_{i}\cdot {\hat {\mathbf {S} }}_{j}}{E_{n'}-E_{m'}}}\\&+{\frac {2J(n'nm'n){\hat {\mathbf {S} }}_{i}\cdot {\hat {\mathbf {S} }}_{j}\langle m'|\lambda {\hat {\mathbf {L} }}_{j}\cdot {\hat {\mathbf {S} }}_{j}|n'\rangle }{E_{n'}-E_{m'}}}{\Biggr ]}\end{aligned}}}
hierbei bezeichnet {\displaystyle J} das Austauschintegral,
{\displaystyle J(nn'mm')=\int \int \phi _{n}^{*}(\mathbf {r_{1}} -\mathbf {R} )\phi _{n'}^{*}(\mathbf {r_{2}} -\mathbf {R'} ){\frac {e^{2}}{r_{12}}}\phi _{m}(\mathbf {r_{2}} -\mathbf {R} )\phi _{m'}(\mathbf {r_{1}} -\mathbf {R'} )\mathrm {d} \mathbf {r_{1}} \mathrm {d} \mathbf {r_{2}} }
mit der Grundzustandswellenfunktion {\displaystyle \phi _{n}(\mathbf {r} -\mathbf {R} )} des Ions im Punkt {\displaystyle \mathbf {R} }. Falls der Grundzustand nichtentartet ist, sind die Einträge der Matrixdarstellung von {\displaystyle \mathbf {L} } rein imaginär, {\displaystyle \delta E} kann wie folgt berechnet werden:
{\displaystyle {\begin{aligned}\delta E&=2\lambda \sum \limits _{m}{\frac {J(nn'mn')}{E_{n}-E_{m}}}\langle n|\mathbf {L_{i}} |m\rangle \cdot [\mathbf {S_{i}} ,(\mathbf {S_{i}} \cdot \mathbf {S_{j}} )]\\&+2\lambda \sum _{m'}{\frac {J(nn'nm')}{E_{n'}-E_{m'}}}\langle n'|\mathbf {L_{j}} |m'\rangle \cdot [\mathbf {S_{j}} ,(\mathbf {S_{i}} \cdot \mathbf {S_{j}} )]\\&=2i\lambda \sum \limits _{m,m'}\left[{\frac {J(nn'mn')}{E_{n}-E_{m}}}\langle n|\mathbf {L_{i}} |m\rangle -{\frac {J(nn'nm')}{E_{n'}-E_{m'}}}\langle n'|\mathbf {L_{j}} |m'\rangle \right]\cdot [\mathbf {S_{i}} \times \mathbf {S_{j}} ]\\&=\mathbf {D} _{ij}\cdot [\mathbf {S} _{i}\times \mathbf {S} _{j}].\end{aligned}}}

### Auswirkung der Kristallsymmetrie
In konkreten Kristallen, bestimmen Symmetrien in der Ionenanordnung die Größe und Ausrichtung des Vektors {\displaystyle \mathbf {D} _{ij}}. Die Wechselwirkung zweier Ionen, 1 und 2, in den Punkten {\displaystyle A} und {\displaystyle B} mit deren Mittelpunkt {\displaystyle C} ergibt die folgenden Regeln:
1. Wenn in {\displaystyle C} ein Inversionszentrum liegt, dann ist {\displaystyle \mathbf {D} =0.}
2. Wenn eine Spiegelebene senkrecht zur Achse {\displaystyle AB} durch {\displaystyle C} geht, dann ist {\displaystyle \mathbf {D} } parallel zu der Spiegelebene {\displaystyle \mathbf {D} } senkrecht auf {\displaystyle AB}.
3. Wenn es eine Spiegelebene gibt, die {\displaystyle A} und {\displaystyle B} enthält, dann ist {\displaystyle \mathbf {D} } senkrecht zu dieser Ebenen.
4. Wenn eine zweifache Rotationsachse senkrecht zu {\displaystyle AB} durch {\displaystyle C} geht, dann ist {\displaystyle \mathrm {D} } senkrecht zu der Achse.
5. Wenn es eine n-fache Rotationsachse ({\displaystyle n>2}) parallel zu {\displaystyle AB} gibt, dann ist {\displaystyle \mathbf {D} } parallel dazu und zu {\displaystyle AB}.

Die Ausrichtung des Vektors {\displaystyle \mathbf {D} _{ij}} ist also durch die Symmetrie eingeschränkt, wie in Moriyas Originalpublikation. Wenn die magnetische Wechselwirkung zweier Nachbarionen über ein drittes Ion (Ligand) mithilfe von Superaustausch vermittelt wird (siehe Bild), so ist die Orientierung von {\displaystyle \mathbf {D} _{ij}} über {\displaystyle \mathbf {D} _{ij}\propto \mathbf {r} _{i}\times \mathbf {r} _{j}=\mathbf {r} _{ij}\times \mathbf {x} } gegeben. Dies impliziert, dass {\displaystyle \mathbf {D} _{ij}} senkrecht zum Dreieck der drei beteiligten Ionen liegt. {\displaystyle \mathbf {D} _{ij}=0} falls diese auf einer Linie liegen.

## Messung
Obwohl der aus der Dzyaloshinskii-Moriya-Wechselwirkung resultierende Ferromagnetismus schwach ist ({\displaystyle \mathbf {D} } ist typischerweise kleiner als der Austausch {\displaystyle \mathbf {J} }), kann die dafür ursächliche Verkippung der Spins gemessen werden, sofern dies der dominante ferromagnetische Beitrag zum magnetischen Verhalten der Probe ist. Eine direkte Messung der Dzyaloshinskii–Moriya Wechselwirkung hat sich als experimentell schwierig erwiesen, da die resultierenden Effekte typischerweise schwach und schwer von anderen magnetoelektrischen Effekten zu unterscheiden sind. Es werden verschiedene Techniken angewandt um die doch möglich zu machen: Röntgenstrahlung aus Synchrotronquellen, Brillouin-Streuung, Elektronenspinresonanz (ESR) Viele dieser Techniken messen allerdings nur entweder die Richtung oder die Größe der Wechselwirkung oder treffen Annahmen bezüglich der Symmetrie oder der Kopplung des Austauschs. Ein neuerer Ansatz basiert auf optischer Detektion von Breitband ESR (OD-ESR) und soll eine Charakterisierung des DM-Vektors in Seltenerdmetallen ohne weitere Annahmen und für verschiedene Feldstärken erlauben.

## Beispielmaterialien

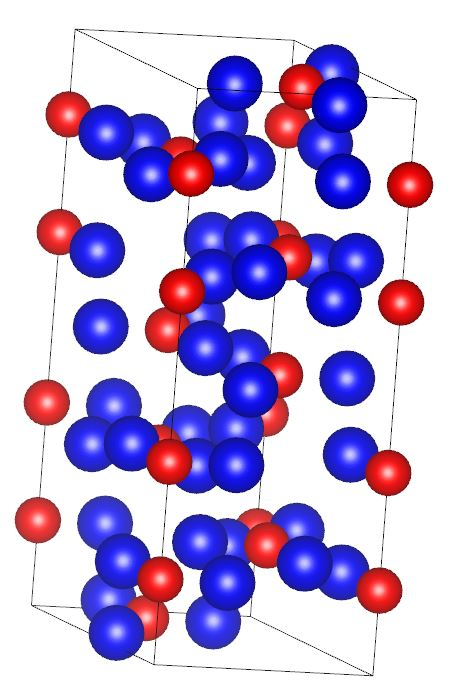
Die Korundstruktur beinhaltet α-Fe_{2}O_{3} und α-Cr_{2}O_{3} (Metallionen in rot, Sauerstoff in blau)

Das Bild rechts zeigt einen koordinierten Schwermetallkomplex, der – je nach Metallion – entweder ferro- oder antiferromagnetische Eigenschaften aufweist. Die abgebildete Struktur wird Korundstruktur (nach dem Aluminiumoxid Korund) genannt und kristallisiert in der trigonalen Raumgruppe R3c mit der Symmetrie D63d. Dieselbe Kristallstruktur wird auch von den Schwermetalloxiden α-Fe2O3 und α-Cr2O3 eingenommen.:303,307 Die obere Hälfte der Einheitszelle zeigt vier M3+-Ionen auf der Raumdiagonalen des Rhomboeders. In der Fe2O3-Struktur zeigen die äußeren beiden Spins den beiden inneren entgegen {\displaystyle (+--+)}:66-67; im Cr2O3 sind dies der erste und dritte Spin gegenüber den beiden anderen{\displaystyle (+-+-)}. Beide Oxide sind bei ausreichend niedrigen Temperaturen antiferromagnetisch, Cr2O3 hat eine Néeltemperatur von {\displaystyle T_{\text{N}}\approx 308\,{\text{K}}}:67 und Fe2O3 ist rein antiferromagnetisch unterhalb der sogenannten Morintemperatur {\displaystyle T_{\text{MO}}=260\,{\text{K}}} und hat oberhalb davon ein schwaches ferromagnetisches Moment bis {\displaystyle T_{\text{N}}\approx 955\,{\text{K}}}.:73 An diesem Beispiel lässt sich erkennen, dass zwei Systeme mit sehr ähnlichen, sich primär in der Symmetrie ihrer Spins unterscheidenden, Strukturen ein sehr unterschiedliches magnetisches Verhalten an den Tag legen können.

## Anwendungen

### Magnetische Skyrmionen
Ein magnetisches Skyrmion ist eine Struktur, die in einem magnetischen System auftreten kann. Die dafür nötigen Bedingungen können unter anderem durch Kristalle mit einer DM-Wechselwirkung erzeugt werden. Da Skyrmionen eine topologisch geschützte Struktur darstellen, gibt es Hoffnungen, sie als Basis für Spintronics-Anwendungen (Skyrmionics) zu verwenden.

### Multiferroika
Der antisymmetrische Austausch ist außerdem relevant für das Verständnis von durch elektrische Polarisation hervorgerufenen Magnetismus in einer Klasse der Multiferroika. Hierbei können geringe Verschiebungen von Ionen im Kristall (und damit eine elektrische Polarisation) durch eine magnetische Ordnung hervorgerufen werden, weil das System die magnetischen Wechselwirkungen auf Kosten der Kristallenergie verstärkt. Dies wird als „inverser Dzyaloshinskii-Moriya-Effekt“ bezeichnet.
Diese magnetoelektrische Kopplung in einigen Multiferroika ist insofern interessant, weil so der Magnetismus von Materialien durch elektrische Felder (angelegte Spannungen) gesteuert werden kann. Mögliche Anwendungen dafür sind Sensoren für den magnetischen Tunnelwiderstand (TMR), Spin valves, Magnetfeldsensoren und Mikrowellenelektronik.
Die meisten Multiferroika sind wegen der großen möglichen Magnetisierung Oxide von Übergangsmetallen. Ein Großteil besteht aus einer Perowskitstruktur und enthält sowohl ein Fe3+-Ion als auch ein Lanthanoid-Ion, siehe zum Beispiel TbFeO3 und die unten aufgeführten Materialien.
| Material | FerroelektrischeTC [K] | Magnetische TN or TC [K] | Art der Ferroelektrizität |
| -------- | ---------------------- | ------------------------ | ------------------------- |
| HoMn2O5  | 39                     |                          | magnetisch begünstigt     |
| TbMnO3   | 27                     | 42                       | magnetisch begünstigt     |
| Ni3V2O8  | 6.5                    |                          |                           |
| MnWO4    | 13.5                   |                          | magnetisch begünstigt     |
| CuO      | 230                    | 230                      | magnetisch begünstigt     |
| ZnCr2Se4 | 110                    | 20                       |                           |